# Josep Rodés
Josep Rodés (Catalunya, segle xx) fou un porter d'handbol d'onze.
Jugador del FC Barcelona, hi competí durant onze temporades entre 1944 i 1955 amb el qual guanyà set Campionats de Catalunya i cinc d'Espanya. També aconseguí quatre Trofeus President (1946, 1949, 1951 i 1953), un Trofeu de la Federació Catalana (1950) i un de la Federació Espanyola (1950), entre d'altres. Internacional amb la selecció espanyola d'handbol en sis ocasions, formà part de l'equip que disputà el primer partit internacional contra França al camp de les Corts el març de 1949.

## Palmarès
Clubs
- 7 Campionats de Catalunya d'handbol d'onze: 1944-45, 1945-46, 1946-47, 1948-49, 1950-51, 1953-54, 1954-55
- 5 Campionat d'Espanya d'handbol d'onze: 1944-45, 1945-46, 1946-47, 1948-49, 1950-51